# Fagankommissionen
Fagankommissionen var en sydafrikansk kommission tillsatt 1946 av premiärminister Jan Smuts och ledd av domaren Henry Allan Fagan (senare Sydafrikas chefsdomare), med syfte att undersöka och presentera förslag rörande relationerna mellan landets då så kallade rasgrupper och vilken politik som skulle tillämpas i samspelet mellan dessa, framförallt på ekonomiska och sociala områden. Då andra världskriget ökat migrationen av svart arbetskraft till städerna och bort från de svartas huvudsakliga hemvist på landsbygden, särskilt de så kallade hemländerna (som under 1930-talet utökats men fortfarande bestod av under 20 procent av landets totala areal) uppstod frågor kring om arbetsmarknaden skulle regleras eller om en ökad svart produktivitet var önskvärt för den dominerande vita befolkningsgruppen. Hos de senare, och i synnerhet hos majoriteten, afrikaanerna, fanns upplevelsen att ökad svart invandring till städerna skulle konkurrera ut och pressa lönerna för särskilt afrikaaner, vars medelinkomst under 1940-talet var knappt hälften av engelskspråkiga vita sydafrikaners. Fagankommissionen menade att ökad ekonomisk integration, så länge den gällde relevant och kvalificerad arbetskraft, hade en i huvudsak positiv inverkan och borde ökas, och reglerna som begränsade svartas rörlighet och anställning borde minskas. 
Mot Fagan stod Sauerkommissionen, som tillsatts på eget initiativ av oppositionsledaren Daniel Malan under juristen Paul Sauer, en afrikaan. Sauers slutsatser gick i stark polemik med Fagans och menade att ökad integration på sikt skulle leda till en relativ förlust för vita arbetare, då särskilt afrikaaner, och påskynda en destruktiv social och kulturell integration. Sauer föreslog därför en ytterligare skärpning av arbetsmarknadsregleringar i syfte att skydda och stärka afrikaanernas ställning, vilket kom att bli ett huvudinslag i Malans valplattform 1948, då hans NP besegrade Smuts under valplattformen apartheid.